# Eormenred
Eormenred (mort abans del 664) era membre de la família reial del Regne de Kent, descrit com a rei en alguns textos. No hi ha cap evidència contemporània d'Eormenred, però és esmentat en hagiografies més recents, i la seva existència és considerada possible pels estudiosos.
A la Llegenda reial de Kent, Eormenred és descrit com a fill d'Eadbald, que fou Rei de Kent del 616 al 640, i la seva segona muller Emma, que podria haver sigut una princesa franca. "Eormenred" és un nom d'origen franc, així com el seu germà, Eorcenberht. Abans de la mort del seu pare, Eormenred es casà amb Oslava amb qui tingué com a mínim quatre fills, possiblement cinc: dos fills, Æthelred i Æthelberht, i dues filles, Domne Eafe i Eormengyth. Eormenburh podria ser una filla més, o un altre nom per a Domne Eafe.
Després de la mort del seu pare, Eorcenberht ascendí al tron. La descripció d'Eormenred com a rei pot indicar que va governar conjuntament amb el seu germà o, alternativament, que mantingué una posició subordinada tot i ostentar el títol de "rei". Va morir abans que el seu germà, i es diu que deixà els seus dos fills, a cura d'Eorcenberht. Tanmateix, després de la mort d'Eorcenberht, el seu fill i successor Egbert va disposar l'assassinat d'aquests potencials rivals al tron, qui més tard foren considerats sants. Domne Eafe no fou morta, i rebé donacions de terres subsegüentment a Thanet per Egbert per a fundar un monestir, com a penitència per l'assassinat dels seus germans. S'afirma que aquesta terra pertanyia anteriorment a Eormenred.